# 田渕俊夫
田渕 俊夫（たぶち としお、1941年8月15日 - ）は、日本の画家。日本芸術院会員。

## 人物
東京市江戸川区出身。1965年、東京藝術大学美術学部日本画科卒業。1967年、同大学大学院日本画専攻修了。師系は平山郁夫。
1968年、再興第53回日本美術院展覧会で初入選し、1982年と1985年に日本美術院賞（大観賞）受賞。その後も数々の受賞歴を重ねた。
1995年より東京藝術大学教授、1996年より日本美術院評議員となり、2005年に東京藝術大学理事・副学長、2006年に日本美術院理事に就任。現在は、日本美術院同人・代表理事（理事長）および東京藝術大学名誉教授を務める。2019年、文化功労者顕彰。2022年、旭日中綬章受章。2023年、日本芸術院会員に任命（任期は3月1日より）。2024年、紺綬褒章受章、文化勲章受章。
著作に「田渕俊夫 京都を描く―感動を表現する日本画の技法」（1997年）などがある。